# Operation Deadlight

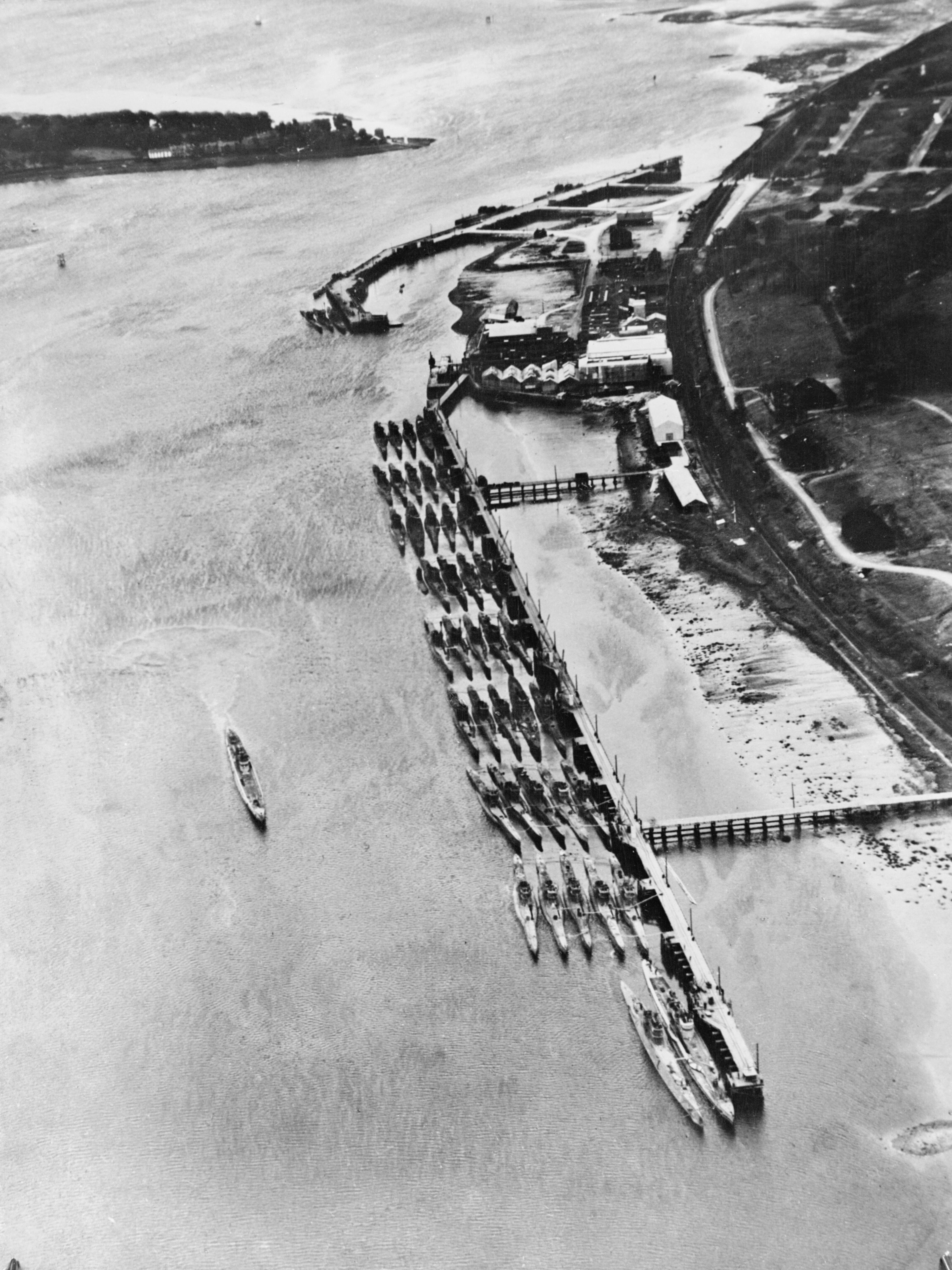
U-Boote im Juni 1945 am Liegeplatz bei Londonderry

Die Operation Deadlight war eine militärische Operation der britischen Royal Navy und der polnischen Marine zur Versenkung übergebener deutscher U-Boote nach dem Ende des Zweiten Weltkriegs in Europa.

## Geschichte
Nach der bedingungslosen Kapitulation der Wehrmacht (VE-Day) wurden bis Ende 1945 etwa 155 fahrbereite U-Boote der Kriegsmarine demunitioniert und in die schottischen Häfen Loch Ryan und Loch Eriboll sowie Moville und in den Hafen von Londonderry in Lisahally in Nordirland überführt.
Rund 40 Boote wurden von den Siegern übernommen, die übrigen 115 deutschen U-Boote wurden während der Operation Deadlight von britischen U-Booten (Tantivy, Templar), Schleppern (Bustler, Emolous, Enchanter, Enforcer, Fowey, Freedom, Masterful, Prosperous, Saucy), Geleitzerstörern (Blencathra, Mendip, Pytchley, Quantock, Southdown, Zetland) und Fregatten (Cawsand Bay, Camsand Bay, Cosby, Cubitt, Loch Arkaig, Loch Shin, Rupert) in die Zielgebiete um Malin Head, Bloody Foreland und Tory Island geschleppt und dort versenkt. Mehrere U-Boote gingen wegen schwerer See oder gerissener Schlepptrossen bereits auf dem Weg verloren.
Im Zielgebiet wurden die Boote hauptsächlich von den britischen Zerstörern Obedient, Offa, Onslaught, Onslow, Orwell, Solebay, Zealous und den polnischen Zerstörern Błyskawica, Garland, Krakowiak und Piorun mittels Schiffsartillerie sowie durch Flugzeuge der Royal Air Force versenkt.
Die Versenkungsaktion begann am Dienstag, 27. November 1945 und endete am 12. Februar 1946 um 10 Uhr mit der Versenkung von U 3514.
Die Versenkungsorte der U-Boote sind ein beliebtes Ziel von Tauchern.